# Jean-Abram Noverraz
Jean-Abram Noverraz (20 septembre 1790 à La Granges sur Riex en Suisse – 12 janvier 1849 à Lausanne), valet, courrier et confident de Napoléon.

## Biographie
Il entre dans la Maison de l'Empereur en 1809 et obtient le poste de valet de pied du service personnel. En 1811, il est courrier de cabinet.
En route pour  l'île d'Elbe, on le vit le 25 avril 1814 s'interposer sabre en main entre la populace provençale du village d'Orgon hostile et Napoléon.
En 1815, il accompagne l'Empereur dans son exil à l'île de Sainte-Hélène où il épouse Joséphine Brulé, femme de chambre des Montholon.
À sa mort, l'Empereur lui lègue par testament la somme de 100 000 francs pour qu'il n'ait plus à servir d'autre maître. L'Empereur lui a confié le mandat d'apporter une aide à ses enfants nés hors mariage.
L’Empereur lui a confié en outre trois selles à la française en velours cramoisi, trois brides garnies d’argent et quatre fusils de chasse. Ces objets devaient être remis à son fils, le Roi de Rome. N’ayant pu donner suite au vœu exprimé par l’Empereur dans son testament, Noverraz déposa ces précieuses reliques entre les mains du Conseil d’État du canton de Vaud. Elles sont exposées au  Musée cantonal d'archéologie et d'histoire de Lausanne, avec d'autres objets entrés dans les collections grâce à Noverraz ou à ses descendants.

## Sources
- Fonds : Noverraz (Jean-Abram), Noverraz (Charles) (1840 - 1844) [0,01 mètre linéaire].  Cote : CH-000053-1 P Noverraz. Archives cantonales vaudoises (présentation en ligne).